# Long Way Round
Long Way Round ist eine britische zehnteilige Dokumentarserie von Regisseur David Alexanian mit Ewan McGregor und Charley Boorman. Sie wurde 2004 gedreht.
Eine Fortsetzung namens Long Way Down von Schottland nach Kapstadt wurde von Mai bis August 2007 durchgeführt. Charley Boorman unternahm für dieses Projekt bereits im Oktober 2006 Testfahrten im südlichen Afrika mit einer BMW R 1200 GS Adventure K255, die mit 256 kg vollgetankt immerhin 29 kg leichter als das Vorgängermodell ist. Zwischen September und Dezember 2019 wurde eine dritte Reise von Argentinien nach Los Angeles unternommen und unter dem Titel Long Way Up veröffentlicht. 2025 kam eine vierte Reise, diesmal in Europa, unter dem Titel Long Way Home hinzu.

## Inhalt
TV-Serie, DVD und Buch dokumentieren die im April 2004 begonnene Motorradreise von McGregor und Boorman in 115 Tagen und 30.395 km um die Welt. Die wichtigsten Punkte der Route waren:
London (Vereinigtes Königreich), Brüssel (Belgien), Deutschland, Prag (Tschechien), Kiew (Ukraine), Wolgograd (Russland), Almaty (Kasachstan), Ulaanbaatar (Mongolei), Jakutsk (Russland, Sibirien), Magadan (Russland, Sibirien), Anchorage (USA, Alaska), White Horse (Kanada), Calgary (Kanada), Chicago (USA), New York (USA).
Die Idee für diese Reise entstammt dem Buch „Jupiter's Travels“ von Ted Simon, einem bekannten Motorradfahrer, auf den McGregor und Boorman in der Mongolei trafen.
McGregor und Boorman wurden auf dem Großteil der Reise von dem Kameramann Claudio von Planta auf seiner eigenen BMW begleitet. Zudem fuhr eine vollständige Crew mit Ausrüstung und Versorgungsmaterial in zwei Geländewagen mit. Zum Team in den Begleitfahrzeugen gehörten die Produzenten David Alexanian und Russ Malkin, der Kameramann Jim Simak, zeitweilig der russische Berater Sergey sowie der Arzt Vasily. Es war geplant, dass die drei Motorradfahrer den Großteil der Fahrt auf sich alleine gestellt fahren sollten. Verabredet war, dass sich Hauptakteure und Unterstützungscrew nur an den Staatsgrenzen treffen sollten, um diese gemeinsam zu überqueren. Die sogenannte „Knochenstraße“ zwischen Jakutsk und der russischen Pazifikküste wurde jedoch fast vollständig gemeinsam bewältigt.
McGregor und Boorman nutzten die Reise, um auf UNICEF aufmerksam zu machen. Die Serie wurde in vielen Ländern der Welt über Satellit und Kabelfernsehen ausgestrahlt.

## Filmaufnahmen
McGregor und Boorman waren mit Kameras ausgestattet, die speziell für diese Reise von der Firma Sonic Communications entwickelt wurden. Die im Helm installierte Kamera ermöglichte einen Weitwinkelblick, eine zweite abnehmbare diente für Aufnahmen aus der Hand. Beide Fahrer führten außerdem ein Videotagebuch, in dem sie ihre Eindrücke und Gedanken zu der Reise festhielten. 
Von Planta führte eine umfangreichere Kameraausstattung mit und fuhr voraus oder blieb zurück, um Aufnahmen von McGregor und Boorman während der Fahrt machen zu können. Alle drei waren außerdem mit Mikrophonen ausgestattet, die ihnen ermöglichten, während der Fahrt miteinander zu sprechen.

### DVD
Die DVD-Ausgabe erschien am 27. April 2006. Auf zwei DVDs sind sieben Episoden (je etwa 45 Minuten) enthalten; die dritte DVD bietet diverse Extras wie nicht verwendete Szenen (Unseen material) und zahlreiche Interviews (Exclusive Post Trip Interviews, Interviews with the Series Creators), bei denen sich jedoch Überschneidungen mit den Folgen ergaben. Die einzelnen Episoden sind nicht betitelt; sie beschreiben die folgenden Reiseabschnitte
- Episode 1: Vorbereitungen
- Episode 2: London nach Wolgograd
- Episode 3: Kasachstan
- Episode 4: Barnaul bis zur westlichen Mongolei
- Episode 5: Westliche Mongolei nach Jakutsk
- Episode 6: Jakutsk nach Magadan (die „Knochenstraße“)
- Episode 7: Anchorage nach New York

Das Filmmaterial wurde nicht synchronisiert. Untertitel stehen in Deutsch, Englisch, Französisch, Italienisch, Niederländisch, Portugiesisch und Spanisch zur Verfügung.
Der Sender DMAX zeigte eine deutsch synchronisierte Fassung der Serie, bei der McGregor von Philipp Moog gesprochen wird. Diese synchronisierte Fassung ist aber laut Aussage des Senders DMAX zurzeit nicht auf DVD erhältlich.

## Die Motorrad-Sponsoren

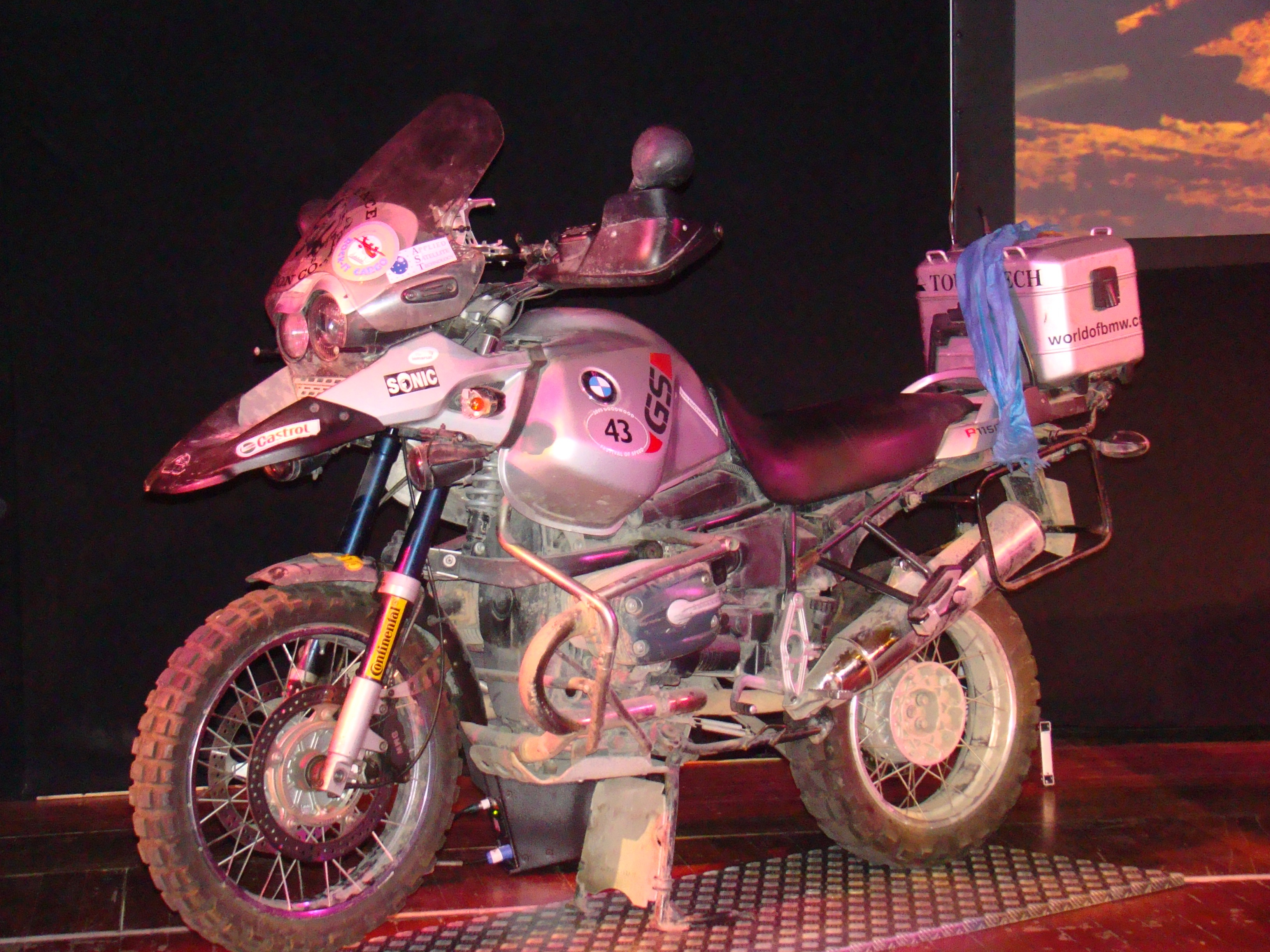
BMW von Charley Boorman

Boorman und McGregor zogen anfänglich Motorräder der Firmen BMW, KTM und Honda in Erwägung, wobei die Hondas schließlich aus der engeren Wahl fielen.
Für die Reise kamen die Modelle KTM 950 Adventure und BMW R 1150 GS Adventure in Frage, die neben kleineren Modellen der Hersteller von Boorman und McGregor auf entsprechenden Testgeländen Probe gefahren wurden.
McGregor bevorzugte Motorräder von BMW, während Boorman zu KTM-Maschinen tendierte. Boorman setzte sich mit seinem Wunsch durch. Als Bedingung für ein Sponsoring hatte sich KTM die Bewertung der Reiseplanung durch einen Experten vorbehalten. Thomas Junker, der auf einer ähnlichen Strecke in Sibirien gescheitert war, hatte nach einem Treffen Bedenken und fürchtete, dass die Reise von McGregor und Boorman ebenfalls ein Fehlschlag werden könne. KTM lehnte darauf das Sponsoring ab. Daraufhin stellte BMW drei R 1150 GS bereit.

### Gewicht
Das Gewicht einer fahrfertigen und vollgetankten BMW R 1150 GS Adventure beträgt 285 kg. Dabei ist das Gewicht der montierten Motorsturzbügel, Nebelscheinwerfer und diverser weiterer Anbauteile nicht enthalten, ebenfalls nicht das Gewicht von Gepäckträgersystem, Aluminium-Koffern, Topcase, Videosystemen und Packrollen wie auch das gesamte Gepäck. McGregor und Boorman mussten im Laufe der Reise feststellen, dass sie die Motorräder mit der hohen Zuladung nur sehr schwer im unwegigen Gelände bewegen konnten, wobei hauptsächlich McGregor durch seine fehlende Erfahrung im Gelände Schwierigkeiten bekam. Sie sortierten daraufhin unwichtiges Gepäck aus, um Gewicht einzusparen.

## Pannen
Bei einem Zusammenstoß mit einem Felsblock in der Mongolei brach der Rahmen der Maschine von Claudio von Planta. Nachdem der Rahmen geschweißt wurde, ohne vorher die Stromversorgung abzuklemmen, versagte das Integral-ABS. Ewan McGregor hält dabei fest, dass die Bremsen im Modus „Restbremse“ entweder gar nicht funktionieren („you don't have any brakes at all“) oder blockieren („otherwise the front wheel wouldn't unlock“), dass also eine Handhabung/Dosierung der Restbremse nicht möglich war. Das Motorrad wurde von Ulaangom (Mongolei) nach Ulaan Baatar (Mongolei) verschifft und dort repariert. An dem Integral-ABS der Maschine von McGregor gab es ebenfalls eine Auffälligkeit, die „ABS“-Warnlampe leuchtete; die Ursache und Lösung wird nicht näher erklärt. Weiter brach in Russland der Rahmen an der Maschine von Ewan McGregor auf beiden Seiten. Sein Gepäck wurde auf einem angehaltenen LKW in die nächstgelegene Stadt gebracht, während die drei diesem hinterherfuhren, um in der Stadt den Rahmen schweißen zu lassen.
Ewan McGregor bezeichnete seine BMW GS im Nachhinein als „erstaunlich“. Obwohl sie viele Schläge einstecken musste und zwei Wochen lang minderwertiges 76-Oktan-Benzin bekommen habe, sei sie „einfach weitergetuckert“.
Charley Boorman hingegen äußerte sich dahingehend, dass die Etappe in der Mongolei „zum Heulen“ gewesen sei, dass sie die schwer beladenen Motorräder das eine oder andere Mal „am liebsten vor lauter Verzweiflung im Schlamm liegen gelassen“ hätten. Er verweist ebenfalls auf die Flussdurchquerungen in Sibirien.